# Lakeshore Entertainment
Lakeshore Entertainment Group — американська кінокомпанія, яка спеціалізується на виробництві незалежних кінофільмів. Заснована у 1994 році Томом Розенбергом та Тедом Танебаумом. Штаб квартира компанії знаходиться у Беверлі-Гіллз, штат Каліфорнія. Lakeshore Entertainment випустила більше 60 фільмів, включаючи оскароносний фільм Крихітка на мільйон. Крім фільмового підрозділу компанія володіє рекординговою компанією Lakeshore Records.

## Фільмопис

### 1990-ті
- Bandwagon (1996)
- Kids in the Hall: Brain Candy (1996)
- Місячна скринька (1996)
- Пройти весь шлях (1997)
- Поки був ти (1997)
- Вбивство в умі (1997)
- Справжня блондинка (1997)
- Доморослий (1998)
- Польське весілля (1998)
- Фенікс (1998)
- 200 цигарок (1999)
- Втікша невістка (1999)
- Дорога на Арлінгтон (1999)

### 2000-ні
- Дар (2000)
- Осінь у Нью-Йорку (2000)
- Найкращий друг (2000)
- Пристрасть розуму (2000)
- Пророцтва людини-метелика (2002)
- Куленепробивний чернець (2003)
- Інший світ (2003)
- Загнаний (2003)
- Заплямована репутація (2003)
- Нульовий підозрюваний (2004)
- Вікер Парк (2004)
- Дім страху (2004)
- Le chiavi di casa (2004)
- Крихітка на мільйон (2004)
- Печера (2005)
- Невідкритий (2005)
- Шість демонів Емілі Роуз (2005)
- Еон Флакс (2005)
- Інший світ: Еволюція (2006)
- Напівсвітло (2006)
- Адреналін (2006)
- Угода з дияволом (2006)
- Прощальний поцілунок (2006)
- Мертва дівчинка (2006)
- Кров та шоколад (2007)
- Свято кохання (2007)
- Елегія (2007)
- Опівнічний експрес (2008)
- Той, що не залишає сліду (2008)
- Генрі Пул вже тут (2008)
- Патологія (2008)
- Інший світ: Повстання ліканів (2009)
- Адреналін 2: Висока напруга (2009)
- Гола правда (2009)
- Геймер (2009)
- Слава (2009)

### 2010-ті
- Адвокат на лінкольні (2011)
- Інший світ: Нескінченна війна[en] (2011)
- Інший Світ 4: Пробудження (2012)
- Дуже небезпечна штучка (2012)
- Гра на виживання (2012)
- Надійні хлопці (2012)
- Я, Франкенштейн (2014)
- Алея сорому (2014)
- Записки Ватикану (2015)
- Вік Адалін (2015)
- Лялька (2016)
- Американська пастораль (2016)
- Інший світ: Кровна помста (2016)
- У полоні стихії (2018)
- Аксель (2018)
- М'ята (2018)
- Весільний рік (2019)

### 2020-ті
- Лялька 2: Брамс (2020)